# Green Book (film)
Green Book är en amerikansk biografisk dramakomedi från 2018 som handlar om början på vänskapen mellan Don Shirley, en berömd afroamerikansk jazzpianist, och Tony Vallelonga, en italiensk-amerikansk dörrvakt som jobbade som Shirleys chaufför och livvakt. I huvudrollerna ses Viggo Mortensen som Vallelonga och Mahershala Ali som Shirley.
Filmen är regisserad av Peter Farrelly och skriven av Farrelly med Brian Hayes Currie och Nick Vallelonga, son till Tony Vallelonga. Filmen bygger på de intervjuer Nick hade med sin far och Shirley, samt breven som Tony skrev till sin fru. Titeln på filmen är tagen från boken The Negro Motorist Green Book, en handbok från mitten av 1900-talet skriven av Victor Hugo Green för resande afroamerikaner för att hjälpa dem hitta motell och restauranger som välkomnade dem.
Green Book hade världspremiär på Toronto International Film Festival den 11 september 2018. Den hade biopremiär i USA den 16 november 2018 och i Sverige den 21 december 2018.
Vid Oscarsgalan 2019 belönades filmen med tre Oscars för Bästa film, Bästa manliga biroll till Ali, och Bästa originalmanus. Filmen var även nominerad för Bästa manliga huvudroll till Mortensen och Bästa klippning. Green Book blev därmed den första filmen sedan Argo (2012) att vinna för Bästa film utan att ens nomineras för Bästa regi. Vid Golden Globe-galan 2019 belönades filmen med tre Golden Globes för Bästa film – musikal eller komedi, Bästa manliga biroll till Ali, och Bästa manus.

## Handling
Filmen utspelar sig året 1962. Frank "Tony Lip" Vallelonga (Viggo Mortensen) förlorar sitt jobb som dörrvakt på en nattklubb i New York när den stängs ner för renovering. Desperat efter ett jobb för att kunna försörja sin familj går han till en jobbintervju med "doktor" Don Shirley (Mahershala Ali), en berömd pianist. Don vill anställa Tony som sin chaufför och livvakt under en åtta veckors turné genom den djupa södern. Tony tvekar till en början att behöva vara borta från sin familj i två månader och att behöva jobba för en afroamerikan, men lönen är för bra för att tacka nej till. Trots deras olika uppfattningar om det mesta börjar en stark vänskap uppstå mellan dem.

## Rollista
- Viggo Mortensen – Frank "Tony Lip" Vallelonga
- Mahershala Ali – "doktor" Donald "Don" Shirley
- Linda Cardellini – Dolores Vallelonga
- Sebastian Maniscalco – Johnny Venere
- Dimiter D. Marinov – Oleg Malacovich
- P.J. Byrne – skivbolagschef
- Mike Hatton – George Dyer
- Iqbal Theba – Amit
- Tom Virtue – Morgan Anderson

## Mottagande
Filmen fick positiva recensioner av kritiker och hyllades för rollprestationerna av Viggo Mortensen och Mahershala Ali. På Rotten Tomatoes har filmen ett medelbetyg på 79%, baserade på 294 recensioner, och ett genomsnittsbetyg på 8,3 av 10. På Metacritic har filmen genomsnittsbetyget 69 av 100, baserade på 52 recensioner.

## Utmärkelser
| Priser och nomineringar             | Priser och nomineringar                        | Priser och nomineringar                                                               | Priser och nomineringar | Priser och nomineringar |
| Utmärkelse                          | Kategori                                       | Mottagare                                                                             | Resultat                |                         |
| ----------------------------------- | ---------------------------------------------- | ------------------------------------------------------------------------------------- | ----------------------- | ----------------------- |
| Oscar (91:a)                        | Bästa film                                     | Jim Burke, Charles B. Wessler, Brian Hayes Currie, Peter Farrelly och Nick Vallelonga | Vann                    |                         |
| Oscar (91:a)                        | Bästa manliga biroll                           | Mahershala Ali                                                                        | Vann                    |                         |
| Oscar (91:a)                        | Bästa originalmanus                            | Nick Vallelonga, Brian Hayes Currie och Peter Farrelly                                | Vann                    |                         |
| Oscar (91:a)                        | Bästa manliga huvudroll                        | Viggo Mortensen                                                                       | Nominerad               |                         |
| Oscar (91:a)                        | Bästa klippning                                | Patrick J. Don Vito                                                                   | Nominerad               |                         |
| Golden Globes (76:e)                | Bästa film (musikal eller komedi)              | Green Book                                                                            | Vann                    |                         |
| Golden Globes (76:e)                | Bästa manliga biroll                           | Mahershala Ali                                                                        | Vann                    |                         |
| Golden Globes (76:e)                | Bästa manus                                    | Nick Vallelonga, Brian Hayes Currie, Peter Farrelly                                   | Vann                    |                         |
| Golden Globes (76:e)                | Bästa regissör                                 | Peter Farrelly                                                                        | Nominerad               |                         |
| Golden Globes (76:e)                | Bästa manliga huvudroll (musikal eller komedi) | Viggo Mortensen                                                                       | Nominerad               |                         |
| BAFTA Awards (72:a)                 | Bästa manliga biroll                           | Mahershala Ali                                                                        | Vann                    |                         |
| BAFTA Awards (72:a)                 | Bästa film                                     | Jim Burke, Brian Hayes Currie, Peter Farrelly, Nick Vallelonga, Charles B. Wessler    | Nominerad               |                         |
| BAFTA Awards (72:a)                 | Bästa manliga huvudroll                        | Viggo Mortensen                                                                       | Nominerad               |                         |
| BAFTA Awards (72:a)                 | Bästa originalmanus                            | Brian Hayes Currie, Peter Farrelly, Nick Vallelonga                                   | Nominerad               |                         |
| Screen Actors Guild Awards (25:e)   | Bästa manliga biroll                           | Mahershala Ali                                                                        | Vann                    |                         |
| Screen Actors Guild Awards (25:e)   | Bästa manliga huvudroll                        | Viggo Mortensen                                                                       | Nominerad               |                         |
| Critics' Choice Movie Awards (24:e) | Bästa manliga biroll                           | Mahershala Ali                                                                        | Vann                    |                         |
| Critics' Choice Movie Awards (24:e) | Bästa film                                     | Green Book                                                                            | Nominerad               |                         |
| Critics' Choice Movie Awards (24:e) | Bästa regissör                                 | Peter Farrelly                                                                        | Nominerad               |                         |
| Critics' Choice Movie Awards (24:e) | Bästa manliga skådespelare                     | Viggo Mortensen                                                                       | Nominerad               |                         |
| Critics' Choice Movie Awards (24:e) | Bästa originalmanus                            | Nick Vallelonga, Brian Hayes Currie, Peter Farrelly                                   | Nominerad               |                         |
| Critics' Choice Movie Awards (24:e) | Bästa manliga skådespelare i en komedi         | Viggo Mortensen                                                                       | Nominerad               |                         |
| Critics' Choice Movie Awards (24:e) | Bästa kompositör                               | Kris Bowers                                                                           | Nominerad               |                         |
| Satellite Awards (23:e)             | Bästa film (komedi eller musikal)              | Green Book                                                                            | Nominerad               |                         |
| Satellite Awards (23:e)             | Bästa regissör                                 | Peter Farrelly                                                                        | Nominerad               |                         |
| Satellite Awards (23:e)             | Bästa manliga huvudroll (komedi eller musikal) | Viggo Mortensen                                                                       | Nominerad               |                         |
| Satellite Awards (23:e)             | Bästa manliga biroll                           | Mahershala Ali                                                                        | Nominerad               |                         |
| Satellite Awards (23:e)             | Bästa originalmanus                            | Nick Vallelonga, Brian Hayes Currie, Peter Farrelly                                   | Nominerad               |                         |